# Karting

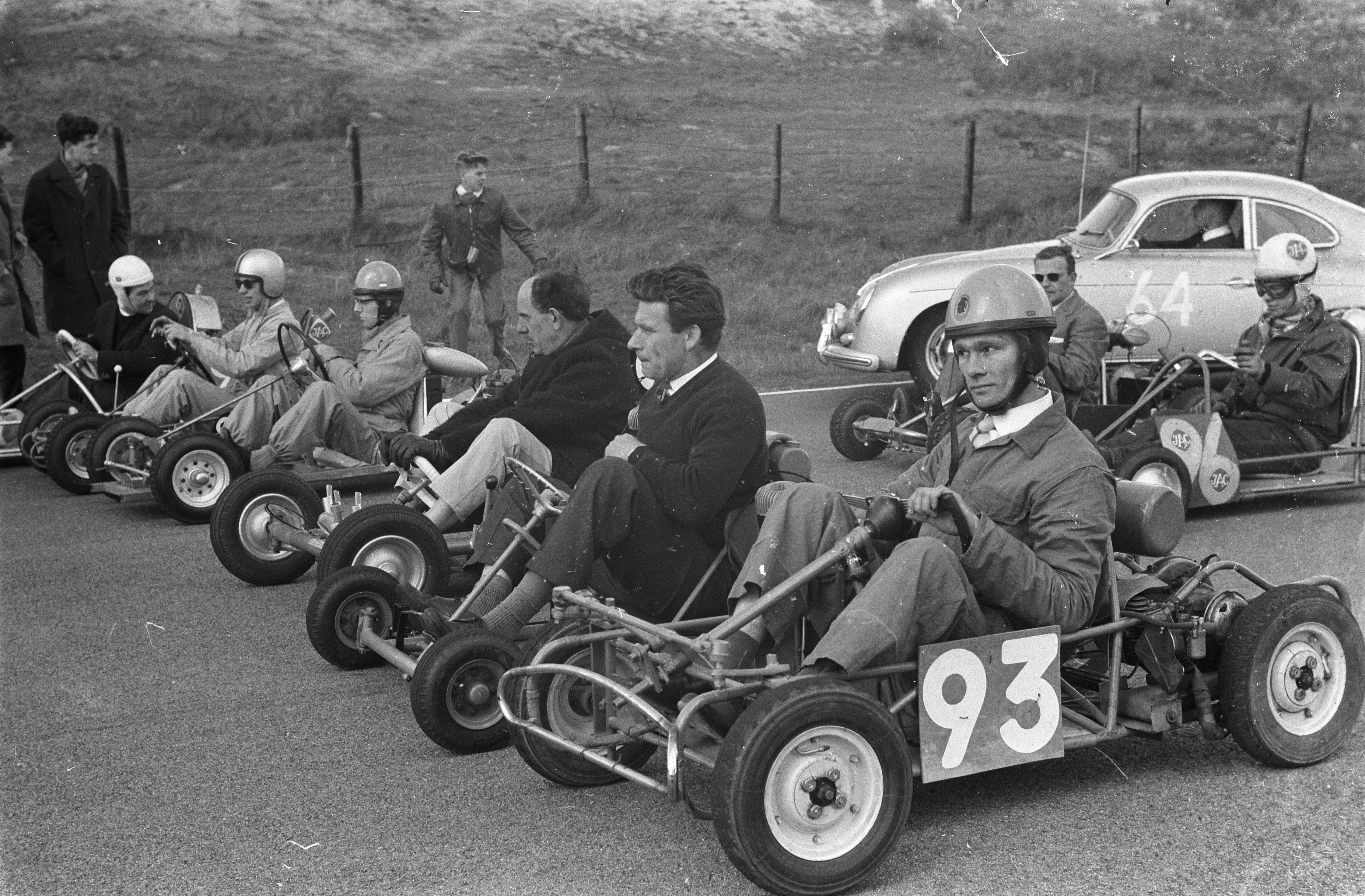
Karters op het circuit van Zandvoort, 1960

Karting is een autosportvariant waarbij men het tegen elkaar opneemt in kleine, vierwielige, speciaal voor dit doel gemaakte eenzitsvoertuigen zonder carrosserie, de zogenaamde karts.
Het essentiële van een kart is het ontbreken van een differentieel. De starre achteras en het lage zwaartepunt zorgen voor een unieke wegligging en unieke rij-eigenschappen. Wedstrijden worden gehouden op speciale circuits die zowel indoor als outdoor kunnen zijn. Ondanks de relatief kleine afmetingen van zowel de voertuigen als de baan, kunnen er grote snelheden gehaald worden, tot boven de 100 kilometer per uur. Het dragen van een helm en beschermende kleding is dan ook verplicht. De kleding bestaat uit een overall met hoge slijtageweerstand, handschoenen en enkelhoge schoenen. Een ribbenbeschermer wordt gedragen om gekneusde ribben te voorkomen. De nekbeschermer wordt gedragen om de nek te beschermen. Bij wedstrijden in Nederland is een body- en nekbeschermer verplicht. Voor de kinderen tot en met 15 jaar zijn bij de (internationale) wedstrijden ook speciaal gehomologeerde (lichtgewicht) helmen verplicht. Recreatiekarters krijgen deze spullen bij de kartbaan uitgereikt, vlak voordat ze in de kart stappen. Hierbij worden ze ook geïnformeerd over de werking van de kart, zodat ze goed voorbereid aan de race kunnen beginnen. Zo worden gevaarlijke situaties op de baan voorkomen. Na afloop van de race ontvangen ze ook vaak de uitslag, zodat ze weten op welke plek ze zijn geëindigd. 
Er zijn kartbanen waar ieder die dat wenst een keer kan rijden. Een aantal bekende Formule 1-rijders heeft hun eerste wedstrijdervaring opgedaan in de karting. Het is een variant van rensport waarbij zowel de afstelling van het materiaal als de kunde van de rijder belangrijk zijn.

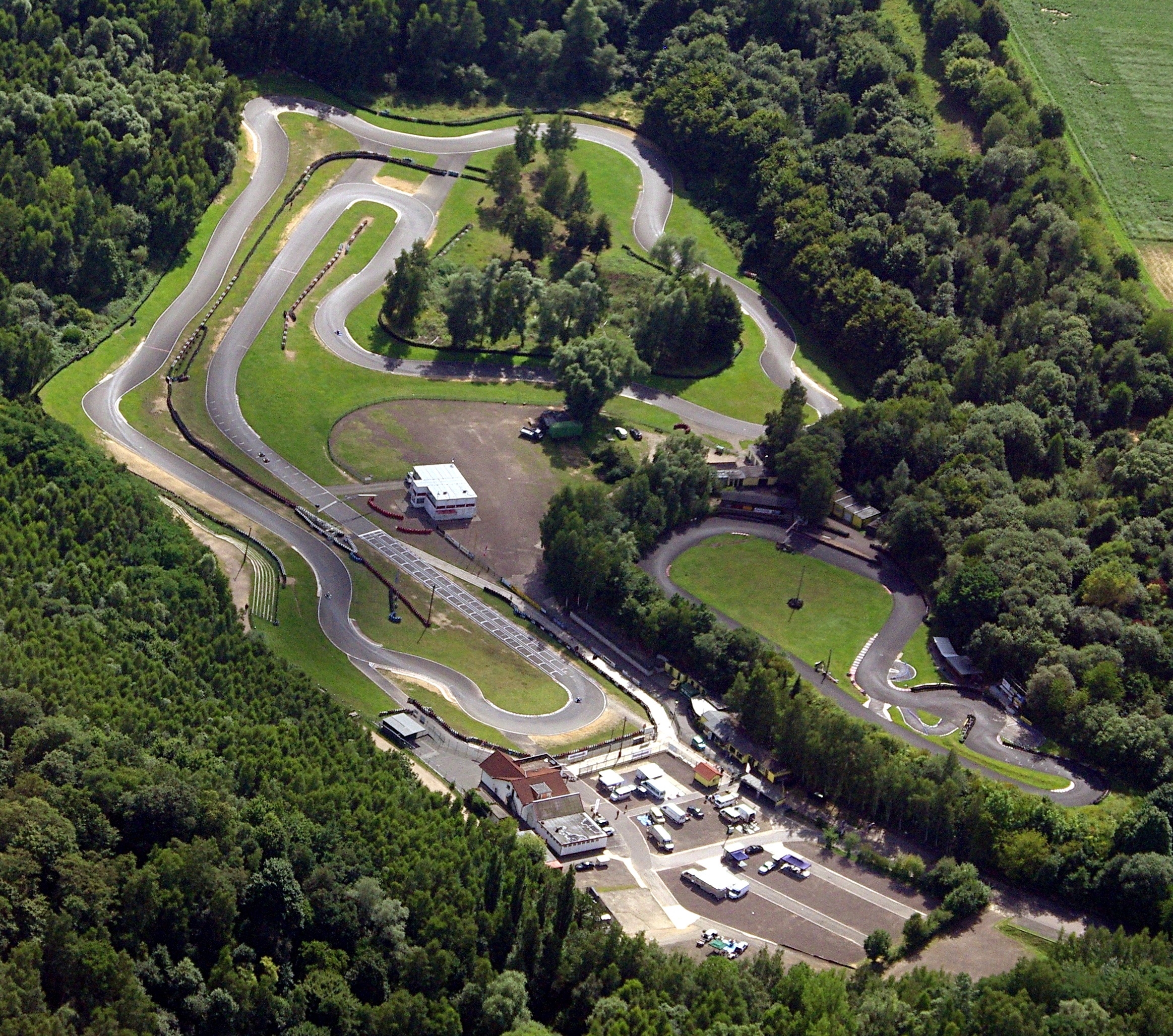
De 1.107 m lange kartbaan Erftlandring, bij Manheim, gem.Kerpen (Duitsland) waar Michael Schumacher en Sebastian Vettel leerden rijden

## Kartklassen

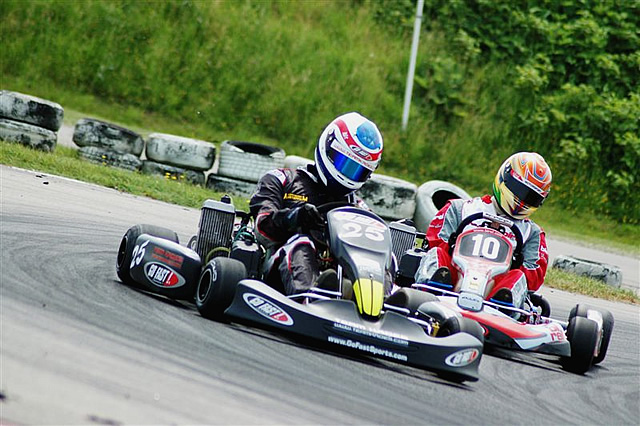
Outdoorkarting

Er zijn verschillende soorten klassen in de kartsport. Een van de onderscheidende factoren is het type aandrijving. Er bestaat directe aandrijving, via centrifugaalkoppeling of via een koppeling en versnellingsbak.
Een populaire klasse is de Rotax-Max-klasse. De Rotax-Max-motor is een watergekoelde 125cc-motor, erg licht, levert veel vermogen (sommige 10 pk en sommige 30 pk) en zijn betrouwbaar. De motor is vooral ontwikkeld voor het gemak en comfort van de rijder. Hij is voorzien van een elektrische startmotor, digitale ontsteking, centrifugale koppeling en een balans-as om trillingen tegen te gaan. De motor is in zijn soort een van de stilste motoren op de markt, dit doordat hij watergekoeld is en gebruikmaakt van een extra gedempte uitlaat. De Iame X30 klasse is een soortgelijke klasse. 
Bij de internationale rijders zijn de OK- (voorheen KF-) en KZ-motoren het populairste. Ze hebben een hoger vermogen (tot boven de 50 pk) en kunnen optimaal getuned worden voor de baan waarop de wedstrijd gereden wordt. De kosten van het karten zit hoofdzakelijk in de begeleiding, banden en reiskosten. Maar als men zelf sleutelt kan er met een beperkt budget toch tot op WK-niveau gestreden worden.
Er is een onderscheid tussen huurkarts en eigen karts. Bij huurkarts is het vermogen van de kart lager en het gewicht hoger door de extra bumpers. Beide zorgen voor minder schade aan de karts. Bij eigen karts is het enige wat telt de rondetijd. Het relatief vele onderhoud nemen de rijders voor lief.